# Острову (Прахова)
Острову (рум. Ostrovu) — село у повіті Прахова в Румунії. Входить до складу комуни Алуніш.
Село розташоване на відстані 86 км на північ від Бухареста, 30 км на північ від Плоєшті, 55 км на південний схід від Брашова.

## Населення
За даними перепису населення 2002 року у селі проживали 1039 осіб. Усі жителі села рідною мовою назвали румунську.
Національний склад населення села:
| Національність | Кількість осіб | Відсоток |
| -------------- | -------------- | -------- |
| румуни         | 975            | 93,8%    |
| цигани         | 63             | 6,1%     |